# Jalisse

Jalisse é um duo musical italiano, constituído pelo casal Fabio Ricci (Roma, 5 de setembro de 1965- ) e Alessandra Drusian (Oderzo, 18 de maio de 1969-) que surgiu em 1994. 
Alessandra é uma popular estrela da música de televisão e de vários shows como "Gran Premio", "Luna di Miele" e "Bellezze al Bagno", e canta com várias bandas. 
Fabio gravou o seu primeiro álbum em  1987 com a banda Vox Populi. 
Em 1997, Jalisse venceu o Festival de Sanremo com a canção Fiumi di parole e foram os últimos representantes italianos no Festival Eurovisão da Canção no século XX, antes do interregno de treze anos que a Itália fez no certame. Terminaram num respeitável quarto lugar, tendo recebido um total de 114 pontos. A banda tentou representar São Marino no Festival Eurovisão da Canção 2008, mas a sua canção não foi selecionada. 

## Discografia

### Álbuns
- Il cerchio magico del mondo (1997)
- Siedi e ascolta (2006)
- Linguaggio Universale (2009)

### Singles
- Vivo (1995)
- Liberami (1996)
- Fiumi di parole (1997)
- Luce e pane (1999)
- I'll fly (2000)
- 6 desiderio (2004)
- Tra rose e cielo (2007)
- Siamo ancora qui (2009)
- Non voglio lavorare (2009)
- No quiero trabajar (2009)